# Museo de Historia de Hamburgo

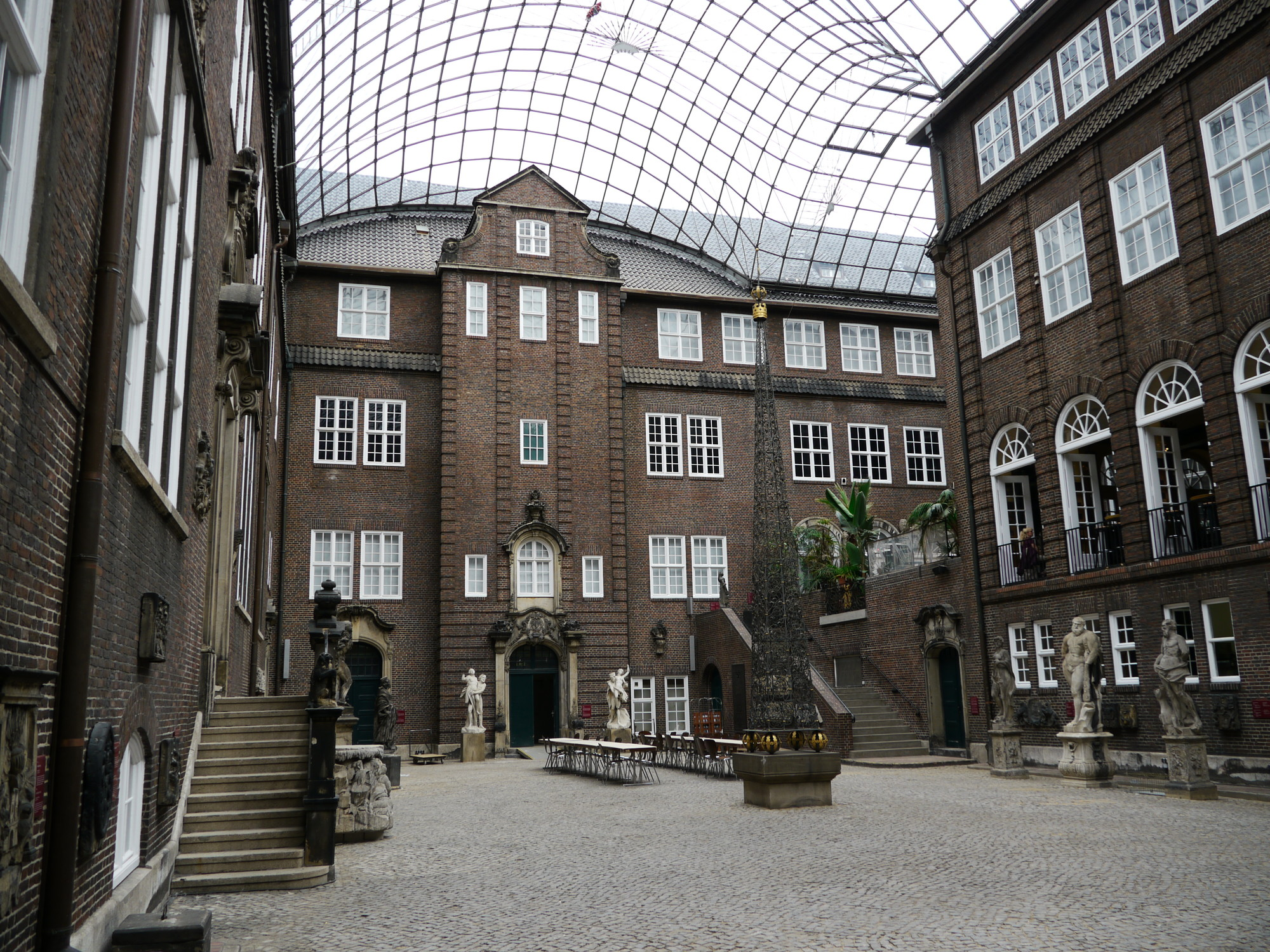
Patio del Museo

El Museo de Historia de Hamburgo (en alemán: Museum für Hamburgische Geschichte), también conocido como Museo de Hamburgo (Hamburgmuseum), es un museo de historia cultural fundado en Hamburgo en 1908. El museo ofrece un panorama general de la historia de Hamburgo a partir de los años 800 hasta el día de hoy. Y es con sus ramas el museo de historia urbana más grande de Alemania. El museo forma parte de la Fundación del Museo Histórico de Hamburgo.
El museo fue establecido en su ubicación actual en 1922, aunque su organización matriz se inició en 1839. El museo fue nombrado Hamburgmuseum en 2006. Se encuentra cerca del parque Planten un Blomen en el centro de Hamburgo.

## Historia y organización

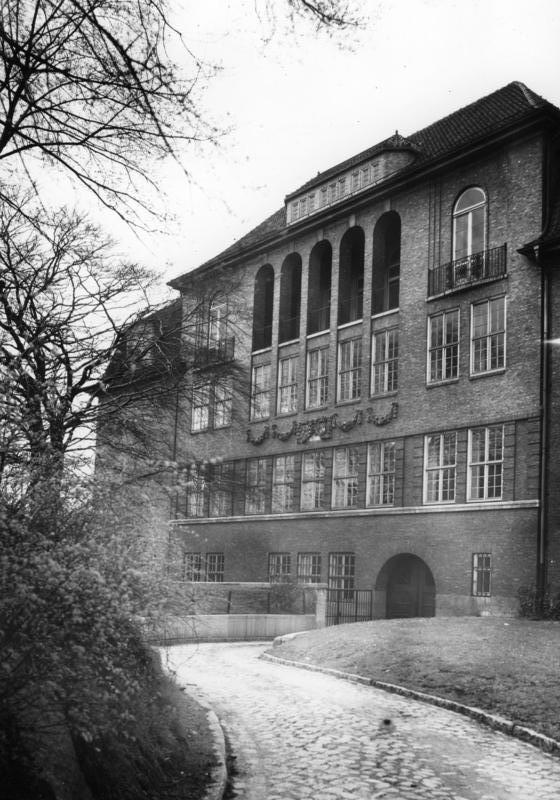
El museo en 1930

Los comienzos del museo empiezan desde la “Colección de Antigüedades de Hamburgo “, fundada en 1839 y recolectados por la Sociedad de Historia de Hamburgo. Las primeras exposiciones fueron de fragmentos arquitectónicos de un domo y dos claustros en ruinas. Después del incendio de 1842, fueron añadidas a la colección algunos pedazos de casas, como por ejemplo, la entrada del ayuntamiento que había sido incendiado. Al incrementarse el tamaño de la colección, que todavía no contaba con espacio para mantener una exposición permanente, las exposiciones temporales debieron alojarse en el sótano de la Johanneums. En 1853 estas exposiciones fueron colocadas en el consejo escolar.
En la siguiente ampliación de la colección en 1875 se destaca la anexión del inventario de Zeughäusern, depósitos de armas de Hamburgo, que reunió varias de las piezas más valiosas, las cuales resaltaron el estatus del museo.
La creación de un museo fue planeada por Hans Speckter en 1884 y posteriormente diseñada y llevada a cabo por Alfred Lichtwark. En 1906 el Senado se decide crear el “Museo para la Historia de Hamburgo” y en 1908 el senado llama a Otto Lauffer para que se convierta en el director del Museo de la Historia de Hamburgo, él cual dirigió el museo hasta 1946.
Su sucesor Walter Hävernick acuñó el orden cronológico en vez del temático en la colección, al igual que implementó una reorientación en la historia económica y en el historial de tráfico de Hamburgo durante el periodo de la guerra. El arqueólogo Jörgen Bracker fue nombrado director en 1976, y ocupó este cargo hasta el 2001. Su sucesora fue la historiadora del arte Gisela Jaacks, quien llevaba desde 1971 trabajando en el museo. Desde el 2008 el museo es dirigido por historiadora Lisa Kosok, quien antes dirigió el Museum der Arbeit, museo del trabajo en español.
Desde 1985 el museo fue respaldado por la “Asociación de Amigos del Museo del Museo de Hamburgo". A su iniciativa se debe la renovación a que fue sometido el edificio, a cargo del estudio de arquitectos gmp; se agregó el techo de cristal que se encuentra sobre el patio, y entre otros objetos valiosos. Esto permitió un espacio de exposición adicional, que a la vez puede ser utilizado para conciertos y exposiciones similares
En el 2006 el museo ya se ha ganado un nuevo Alias. Ahora también es conocido como “Hamburgmuseum". Este nombre ya cuenta con sus iniciales que son el nuevo Logo “hm”, iniciales con las cuales los extranjero se refieren al museo y lo hace más fácil de recordar.

### Sucursales
El museo cuenta con sucursales en el “Museo de la Aldea de la Montaña y los Cuatro Países” (en Schloss Bergedorf) y en Kramerwitwenwohnung, Krayenkamp 10. Además, algunos de los objetos del Museo del Puerto Övelgönne al Hamburgmuseum.

### Exhibiciones

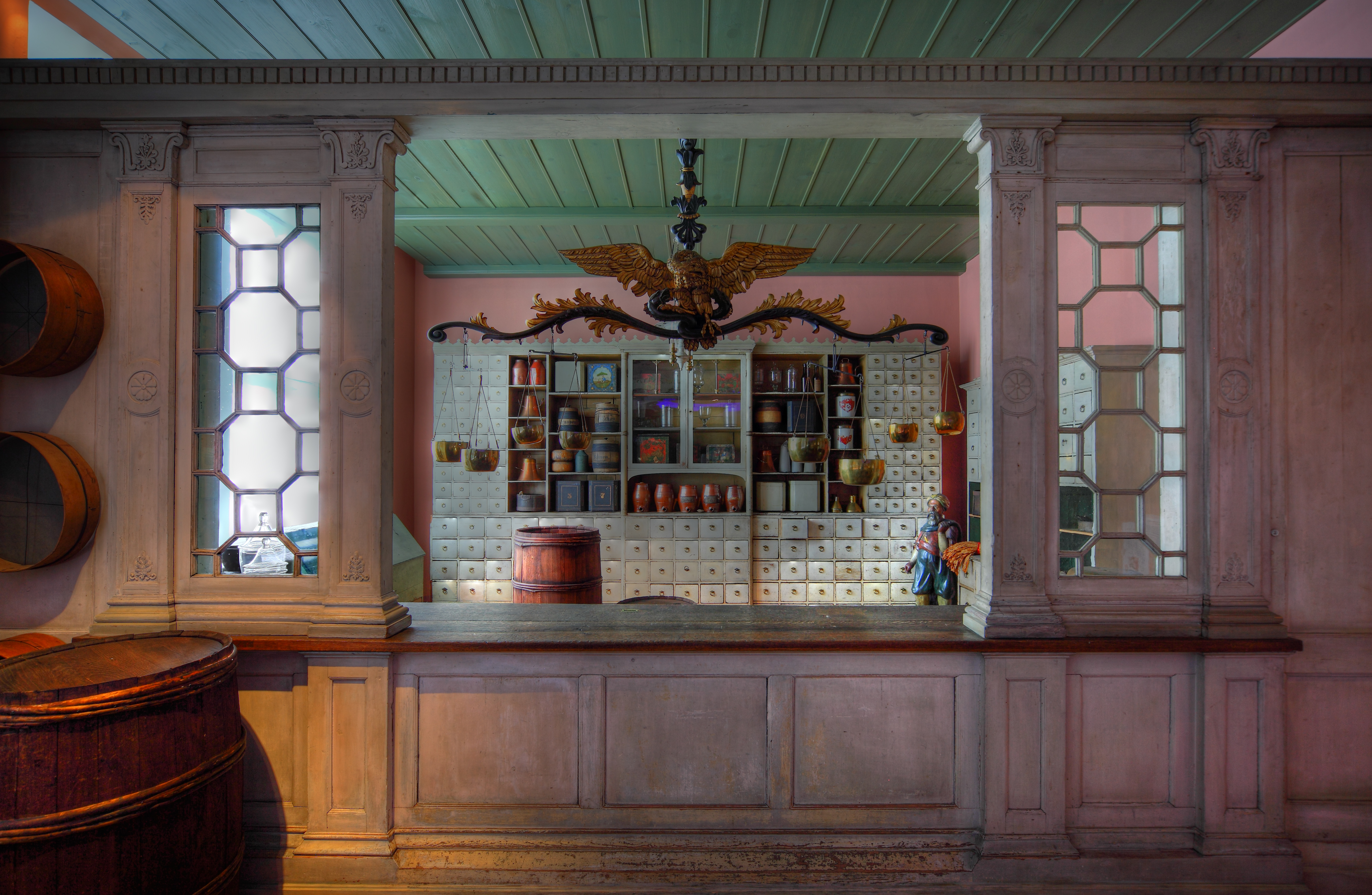
Tienda de objetos coloniales; ca. 1830

- Kleidung und Mode: Kostüme und Kleidung in Hamburg von 1550–1920 ( Ropa y moda; Forma de vestir de Hamburgo de 1550 a 1920)
- Hamburgisches Mäzenatentum: Familie Lorenz-Meyer las Beispiel (Hamburgian Patronage: El ejemplo de la familia de Lorenz-Meyer )
- Musik und Kunst in Hamburg (Música y arte en Hamburgo)
- Theater und Wissenschaft in Hamburg (Teatro y ciencias en Hamburgo)
- Hamburg im 20. Jahrhundert (Hamburgo en el siglo 20)
- Der Hamburger Börsenvorplatz von 1558 (The forecourt of the Hamburgian exchange of 1558)
- Hamme, Burg und Hansestadt – Hamburg im Mittelalter (El castillo de Hamme y la ciudad de Hanse- Hamburgo en tiempos medievales)
- Kirchen, Kanonen und Kommerz – Hamburg in der frühen Neuzeit (Iglesias, capillas y el comercio - Hamburgo en el período moderno temprano)
- Reformation in Hamburg (Reformación en Hamburgo)
- Hamburg als Währungszentrum (Hamburgo como centro monetario)
- Das Schiffswrack von Wittenbergen (El naufragio del Wittenbergen)
- Bauen und Wohnen und die Sicherung der Elbe vor Piraten (Construyendo y viviendo para la seguridad del río Elbe hacia los piratas)
- Barocke Kaufmannsdiele (Barroco Salón Comercial)
- Stadtbild und Verfassung im 17. Jahrhundert (Ciudad del cabo y la constitución del siglo XVII )
- Hamburg 1650-1860 (Hamburgo 1650-1860)
- Die HafenCity – Hamburg im 21. Jahrhundert (EL puerto Ciudad- Hamburgo en el siglo 21)
- Kommandobrücke des Dampfers WERNER (The command bridge of steamboat WERNER)
- Zur Wohnkultur (Sobre la decoración de las casas)
- Geschichte der Juden in Hamburg[3] (History of the jews in Hamburg)
- Klopstockzimmer (The Klopstock room)
- Barocke Wohnräume (Salas barrocas)
- Kunsthandwerk und Wohnkultur (Handicraft and home decor)
- 1945. Kriegsende in Hamburg (1945. El final de la Guerra en Hamburgo)